# Basket Club Gries Oberhoffen
O Basket Club Gries Oberhoffen, conhecido também por Gries/Oberhoffen BC foi um clube de basquetebol baseado em Gries, França que em 2021 fundiu-se com quatro clubes alsacianos Basket Club Souffelweyersheim, BC Nord Alsace , Weyersheim BB e Walbourg-Eschbach Basket, dando lugar ao Alliance Sport Alsace. Mandava seus jogos no Espace Sport La Foret com capacidade para 1.450 espectadores.

## Histórico de Temporadas
| Temporada | Nível | Liga  | Pos. | J     | PL  | Resultado         |
| --------- | ----- | ----- | ---- | ----- | --- | ----------------- |
| 2008-09   | 4     | NM2   | 4    | 14-10 |     |                   |
| 2009-10   | 4     | NM2   | 3    | 15-11 |     |                   |
| 2010-11   | 4     | NM2   | 2    | 18-7  |     |                   |
| 2011-12   | 4     | NM2   | 3    | 15-11 |     |                   |
| 2012-13   | 4     | NM2   | 4    | 13-13 |     |                   |
| 2013-14   | 4     | NM2   | 3    | 17-7  |     |                   |
| 2014-15   | 4     | NM2   | 4    | 14-7  |     |                   |
| 2015-16   | 4     | NM2   | 1    | 24-2  |     | Promovido campeão |
| 2016-17   | 3     | NM1   | 13   | 16-18 |     |                   |
| 2017-18   | 3     | NM1   | 1    | 27-3  |     | Promovidocampeão  |
| 2018-19   | 2     | Pro B | 8    | 19-15 | 2-2 | Semifinais        |

fonte:eurobasket.com

## Títulos

### Nationale Masculine 2 (quarta divisão)
- Campeão (1): 2015-16

### Nationale Masculine 1 (terceira divisão)
- Campeão (1): 2017-18